# Lac La Pause
Pour les articles homonymes, voir La Pause.
Le lac La Pause est un plan d'eau douce situé dans la municipalité de Preissac, dans la municipalité régionale de comté (MRC) de Abitibi, dans la région administrative de l'Abitibi-Témiscamingue, au Québec, au Canada.
La foresterie s’avère la principale activité économique du secteur ; les activités récréotouristiques arrivent en second, particulièrement la navigation de plaisance à cause de la connexité des lacs Fontbonne, Chassignolle, Preissac et Cadillac. En sus, les cours d’eau reliant la partie Sud du lac avec le lac Bellot et lac Patris permettent une extension à la navigation de plaisance.
Annuellement, la surface du lac est généralement gelée de la mi-novembre à la fin avril, néanmoins, la période de circulation sécuritaire sur la glace est habituellement de la mi-décembre à la mi-avril.

## Géographie
Les bassins versants voisins du lac La Pause sont :
- côté Nord : rivière La Pause, rivière Kinojévis, rivière Villemontel, lac Dartigues ;
- côté Est : rivière La Pause, lac Preissac, rivière Harricana, lac Malartic ;
- côté Sud : lac Bellot, lac Chassignolle, lac Preissac ;
- côté Ouest : lac Patris, lac Parfouru, rivière Kinojévis.

Le lac La Pause est entouré d’une plaine généralement boisée, sauf les zones de marais au Nord-Est, soit autour du lac Edme.
Le lac La Pause est alimenté surtout par le Sud par la décharge du lac Bellot et la décharge du lac Patris, ainsi que par quelques ruisseaux. Une presqu'île rattachée à la rive Est s'avance vers l’Ouest, séparant la partie Sud du lac.
L’embouchure du lac La Pause est situé au Nord du lac, soit à :
- 5,7 km à l’Ouest de l’embouchure de la rivière La Pause ;
- 8,8 km au Nord-Ouest de l’embouchure du lac Fontbonne ;
- 41,1 km au Nord-Est du centre-ville de Rouyn-Noranda ;
- 61,9 km au Nord-Ouest de la ville de Val-d’Or ;
- 11,5 km au Sud-Ouest du centre du village de Preissac[1].

Le lac La Pause fait partie d'un ensemble de plans d'eau interconnectés (altitude : 291 m) : lac Fontbonne, lac Chassignolle, lac Kapitagama, lac Cadillac et lac Preissac. Ce dernier se déverse par sa rive Nord-Ouest dans la rivière Kinojévis, un affluent de la rive Nord de la partie supérieure de la rivière des Outaouais.

## Toponymie
L'hydronyme "lac La Pause" a été officialisé le 5 décembre 1968 à la Commission de toponymie du Québec, soit à la création de la Commission.